# Zelotes hui
Zelotes hui este o specie de păianjeni din genul Zelotes, familia Gnaphosidae, descrisă de Norman I. Platnick și Song, 1986. Conform Catalogue of Life specia Zelotes hui nu are subspecii cunoscute.